# Vendays-Montalivet

Vendays-Montalivet este o comună în departamentul Gironde din sud-vestul Franței. În 2009 avea o populație de 2.288 de locuitori.

## Evoluția populației
| An        | 1975  | 1982  | 1990  | 1999  | 2006  | 2009  |
| --------- | ----- | ----- | ----- | ----- | ----- | ----- |
| Populație | 1.597 | 1.636 | 1.681 | 1.827 | 2.156 | 2.288 |